# Germaniumorganische Verbindungen
Germaniumorganische Verbindungen sind metallorganische Verbindungen, die eine Germanium-Kohlenstoff-Bindung besitzen. Sie leiten sich formal von den Germanen ab, bei denen ein Wasserstoff-Atom durch eine organische Gruppe ersetzt wird. Der entsprechende Teilbereich der Chemie, der sich mit diesen Verbindungen befasst, ist die Germaniumorganische Chemie.

## Geschichte
1887 gelang Clemens Winkler mit der Synthese von Tetraethylgermanium durch Reaktion von Germanium(IV)-chlorid mit Diethylzink die erste Synthese einer germaniumorganischen Verbindung.
{\displaystyle \mathrm {GeCl_{4}+2\ Zn(C_{2}H_{5})_{2}\longrightarrow Ge(C_{2}H_{5})_{4}+2\ ZnCl_{2}} }
Über die germaniumorganische Verbindung Propagermanium wurde zuerst 1967 berichtet, wobei als Entdecker einerseits Hiroshi Oikawa und Norihiro Kakimoto aber auch Wladimir Fjodorowitsch Mironow genannt werden.

## Darstellung
Germaniumorganische Verbindungen des Typs R4Ge mit Alkylgruppen können analog der von Clemens Winkler beschriebenen Reaktion durch Metathese von Germanium(IV)-halogeniden erhalten werden.
{\displaystyle \mathrm {GeCl_{4}+2\ ZnR_{2}\longrightarrow GeR_{4}+2\ ZnCl_{2}\ \ R=organische\ Gruppe} }
{\displaystyle \mathrm {GeCl_{4}+4\ RMgCl\longrightarrow GeR_{4}+4\ MgCl_{2}\ \ R=organische\ Gruppe} }
{\displaystyle \mathrm {Ge(CH_{3})_{2}Cl_{2}+2\ LiR\longrightarrow GeR_{2}(CH_{3})_{2}+2\ LiCl\ \ R=organische\ Gruppe} }

## Verbindungen und Verwendungen
Germanium befindet sich zusammen mit Silicium, Zinn und Blei in der 14. Gruppe des Periodensystems, weshalb die Eigenschaften der germaniumorganischen Verbindungen zwischen denen der siliciumorganischen Verbindungen und der zinnorganischen Verbindungen liegen. Isobutylgerman (IBGe) ((Me2CHCH2)GeH3) ist ein germaniumorganische Verbindung, die als flüssige Germaniumquelle mit hohem Dampfdruck in der Metallorganischen Gasphasenepitaxie Verwendung findet. Es wird außerdem als sicherere und weniger giftige Alternative zum giftigen Monogerman-Gas in der Mikroelektronik genutzt.
Tris(trimethylsilyl)german ((Me3Si)3GeH) stellt eine ungiftige Alternative zu vielen Tributylzinn-Verbindungen dar.
Triphenylgermaniumhydroxid (Ph3GeOH) ist ein farbloser Feststoff.
Germaniumorganische Verbindungen werden nur in geringem Umfang synthetisiert, da Germanium-Verbindungen recht teuer sind. Verbindungen wie Tetramethylgermanium und Tetraethylgermanium finden in der Mikroelektronik Anwendung als Vorstufe für die chemische Gasphasenabscheidung von Germanium(IV)-oxid.

## Reaktionen
Germaniumorganische Verbindungen reagieren ähnlich den zinnorganischen Verbindungen und stellen eine ungiftige Alternative zu den oftmals giftigen zinnorganischen Verbindungen dar. 1986 wurde das Germanium-Pendant zur Hosomi-Sakurai-Reaktion entdeckt:
Bei dieser Reaktion wird die Carbonylgruppe mit Bortrifluorid aktiviert.